# Dominique-Alexandre Godron
Pour les articles homonymes, voir Godron (homonymie).
Dominique-Alexandre Godron est un médecin, botaniste, géologue, archéologue et spéléologue français, né le 25 mars 1807 à Hayange (Moselle) et mort le 16 août 1880 à Nancy (Meurthe-et-Moselle).

## Biographie
Né dans une famille modeste, d'un père employé aux forges d'Hayange qui décède alors que Dominique-Alexandre n'a que cinq ans, il effectue des études secondaires au collège Stanislas à Paris grâce au mécénat de la famille de Wendel, propriétaire des forges. De retour auprès de sa mère gravement malade, il devient commis aux forges.
Après le décès de sa mère en 1827, il entre à la faculté de médecine de Strasbourg et obtient son doctorat en 1833 grâce à une thèse sur « L'implantation du placenta sur l'orifice interne du col utérin ». Néanmoins, en parallèle de ses études, il s'intéresse à la botanique. Il étudie notamment l'histoire naturelle sous la direction du professeur Chrétien-Geoffroy Nestler (1778-1832).
Il ouvre un cabinet à Metz avant d'être nommé professeur à l'école de médecine de Nancy en 1835. Durant ces années, il prépare un doctorat en sciences consacré à l'étude de l'hybridité chez les végétaux, qu'il obtient le 27 décembre 1844 à Strasbourg. En parallèle, il a rédigé une Flore de la Lorraine la même année. En 1850, il devient recteur de l'académie de la Haute-Saône, puis recteur de l'académie de l'Hérault en 1851 et enfin recteur de l'académie du Doubs en 1853 pendant un an. En 1854, il est nommé professeur d'histoire naturelle à la toute jeune Faculté des sciences de Nancy et devient directeur du Jardin botanique de Nancy qu'il transforme et auquel il donne l'aspect actuel,. Puis, en 1855, il devient doyen de la faculté des sciences de Nancy. En parallèle, il est élu membre recteur-correspondant de l'Institut de l'Académie des Sciences et Lettres de Montpellier de 1851 à 1855.
Il est membre correspondant de la Société philomathique de Verdun en 1843, membre de la Société royale des sciences, lettres et arts de Nancy en 1844, comme médecin, et est également, de 1862 à 1871, membre correspondant du Comité des travaux historiques et scientifiques puis membre correspondant de l'Académie des sciences en 1877. En tout il fut membre ou correspondant de 31 sociétés savantes régionales, nationales ou internationales.

## Œuvre
Dominique-Alexandre Godron a écrit 140 publications (articles, ouvrages ou notes) qui traitent de médecine, de botanique, de phytogéographie, de géologie ou de spéléologie. Parmi elles, la Zoologie de la Lorraine publiée en 1863, est encore souvent citée. En particulier, il a établi les fondements de la génétique et de l'hybridation trois ans avant Gregor Mendel grâce à ses expériences de croisement. Il a laissé son nom à divers végétaux, comme l'œillet de Godron.
La section vosgienne du Club alpin français (CAF) a été fondée à Nancy le 31 janvier 1875. À cette occasion, Dominique-Alexandre Godron en a été fait, à l'unanimité, président d'honneur à cause de ses travaux sur la flore lorraine et le massif des Vosges. Trois mois plus tard, lors de la première assemblée générale du Club alpin français (CAF) le 30 avril 1875, il a été nommé membre correspondant du CAF pour les Vosges. Jusqu'à sa mort il a été un collaborateur de l'Annuaire de la section vosgienne du CAF. Dès la première année de parution de l'Annuaire, Godron y publie des articles scientifiques, le premier en date étant intitulé « Migration de quelques végétaux dans les vallées de la Moselle et de la Meurthe ». En 1877 il publie, dans les Mémoires de l'Académie de Stanislas 1876 (CXXVIIe année, 4e série, tome IX, Nancy, 1877, p. 46-67), « Du passage des eaux et des alluvions anciennes de la Moselle dans les bassins de la Meurthe en amont de Nancy et de la Meuse par la vallée de l'Ingressin », participant ainsi aux premiers travaux autour de la capture de la Moselle par la Meurthe. Il s'intéresse également à la spéléologie et écrit, en 1877, un article sur les grottes de Pierre-la-Treiche dans lequel il invite les Cafistes à explorer ces cavernes comme ils le font des sommets.
En archéologie il travaille en parallèle de Nicolas Husson sur les « premières industries recueillies dans la région » de Toul, notamment au travers des explorations dans les grottes de Pierre-la-Treiche.

## Décorations
Officier de la Légion d'honneur (décret du 12 août 1864)

## Taxons dédiés
Un certain nombre de plantes portent son nom, notamment :
- Althaea godronii
- Artemisia godronii
- Batrachium godronii
- Cirsium godronii
- Cuscuta godronii
- Diplacus godronii, ex É.Morren
- Elytrigia godronii, (Kerguélen), Holub
- Onopordum godronii
- Rubus godronii
- Thalictrum godronii, Jord.
- Verbascum godronii, Boros
- Verbascum × godronii, Boreau

## Principales publications
- Essai sur les renoncules à fruits ridés transversalement, 1840[16].
- Flore de France ou description des plantes qui croissent naturellement en France et en Corse, avec Charles Grenier :
  - tome 1, Paris : J.-B. Baillière, 1848[17] ;
  - tome 2, Besançon : Sainte-Agathe aîné & Lyon : Charles Savy, 1850[18] ;
  - tome 3, Paris : F. Savy, 1853[19].
- De l'Ægilops triticoïdes et de ses différentes formes, 1856[20].
- Flore de Lorraine, tome 1, 1857[21].
- Flore de Lorraine, tome 2, 1857[22].
- De l'espèce et des races dans les êtres organisés et spécialement de l'unité de l'espèce humaine, tome 1, 1859[23].
- De l'espèce et des races dans les êtres organisés et spécialement de l'unité de l'espèce humaine, tome 2, 1859[24].
- Essai sur la géographie botanique de la Lorraine, 1862[25].
- Zoologie de la Lorraine, 1863[26].
- Examen ethnologique des têtes de St Mansuy et de St Gérard évêques de Toul, 1864[27].
- Des hybrides et des métis de Datura étudiés spécialement dans leur descendance, 1873[28].
- Notice sur les explorations botaniques faites en Lorraine de 1857 à 1875 et de leurs résultats, 1875[29].
- Le rôle politique des fleurs, 1879[30].

## Publications dans des périodiques
- (1865) - « Mémoire sur des ossements humains trouvés dans une caverne des environs de Toul », Mémoires de l'Académie de Stanislas 1864[31].
- (1877) - « Arrivée à Nancy de l'Elodea canadensis L. Cl. Rich. », Bulletin de la Société des sciences de Nancy[32].
- (1877) - « Du passage à la fin de la période quaternaire des eaux et des alluvions anciennes de la Moselle dans les vallées de la Meurthe, au-dessus de Nancy et de la Meuse par la vallée de l'Ingressin », Annuaire du Club alpin français[33].
- (1877) - « Du passage des eaux et des alluvions anciennes de la Moselle dans les bassins de la Meurthe en amont de Nancy et de la Meuse par la vallée de l'Ingressin », Mémoires de l'Académie de Stanislas 1876[34].
- (1878) - « Histoire des premières découvertes faites aux environs de Toul et de Nancy de produits de l'industrie primitive de l'Homme », Bulletin de la Société des sciences de Nancy[35].
- (1878) - « Les migrations des végétaux qui se sont produites dans les bassins de la Moselle et de la Meurthe », Bulletin de la Société des sciences de Nancy[36].
- (1878) - « Les cavernes des environs de Toul et les mammifères qui ont disparu de la vallée de la Moselle », Annuaire du Club alpin français[37].
- (1879) - « Les cavernes des environs de Toul et les mammifères qui ont disparu de la vallée de la Moselle », Mémoires de l'Académie de Stanislas 1878[38].

## Hommage posthume
À Nancy, la rue des Champs a été renommée Rue Godron en 1889 en hommage à Dominique-Alexandre Godron.
Rétrocédé en 1993 à la ville de Nancy, celle-ci donne son nom actuel à l'ancien jardin botanique de Nancy, en hommage à Dominique-Alexandre Godron : le Jardin Alexandre-Godron.
Le samedi 24 mars 2007, ont été ouvertes les festivités du bicentenaire de la naissance d'Alexandre-Dominique Godron au muséum-aquarium de Nancy, à l'occasion d'une séance publique de l'Académie de Stanislas. À cette occasion, un lilas Godron vulgaris (double classe 3 bleu, no 170 du catalogue de Victor Lemoine de 1908) a été planté dans le jardin par Anne-Marie Marc-Breuil, arrière-arrière-petite-fille de Godron, et André Rossinot, maire de Nancy.